# Летур
Летур (ісп. Letur) — муніципалітет в Іспанії, у складі автономної спільноти Кастилія-Ла-Манча, у провінції Альбасете. Населення — 1076 осіб (2010).
Муніципалітет розташований на відстані близько 270 км на південний схід від Мадрида, 75 км на південь від Альбасете.
На території муніципалітету розташовані такі населені пункти: (дані про населення за 2010 рік)
- Абехуела: 48 осіб
- Ла-Дееса: 236 осіб
- Летур: 753 особи
- Ла-Сьєрра: 39 осіб

## Демографія
Динаміка населення (INE ):

## Галерея зображень
- Розташування муніципалітету у провінції Альбасете

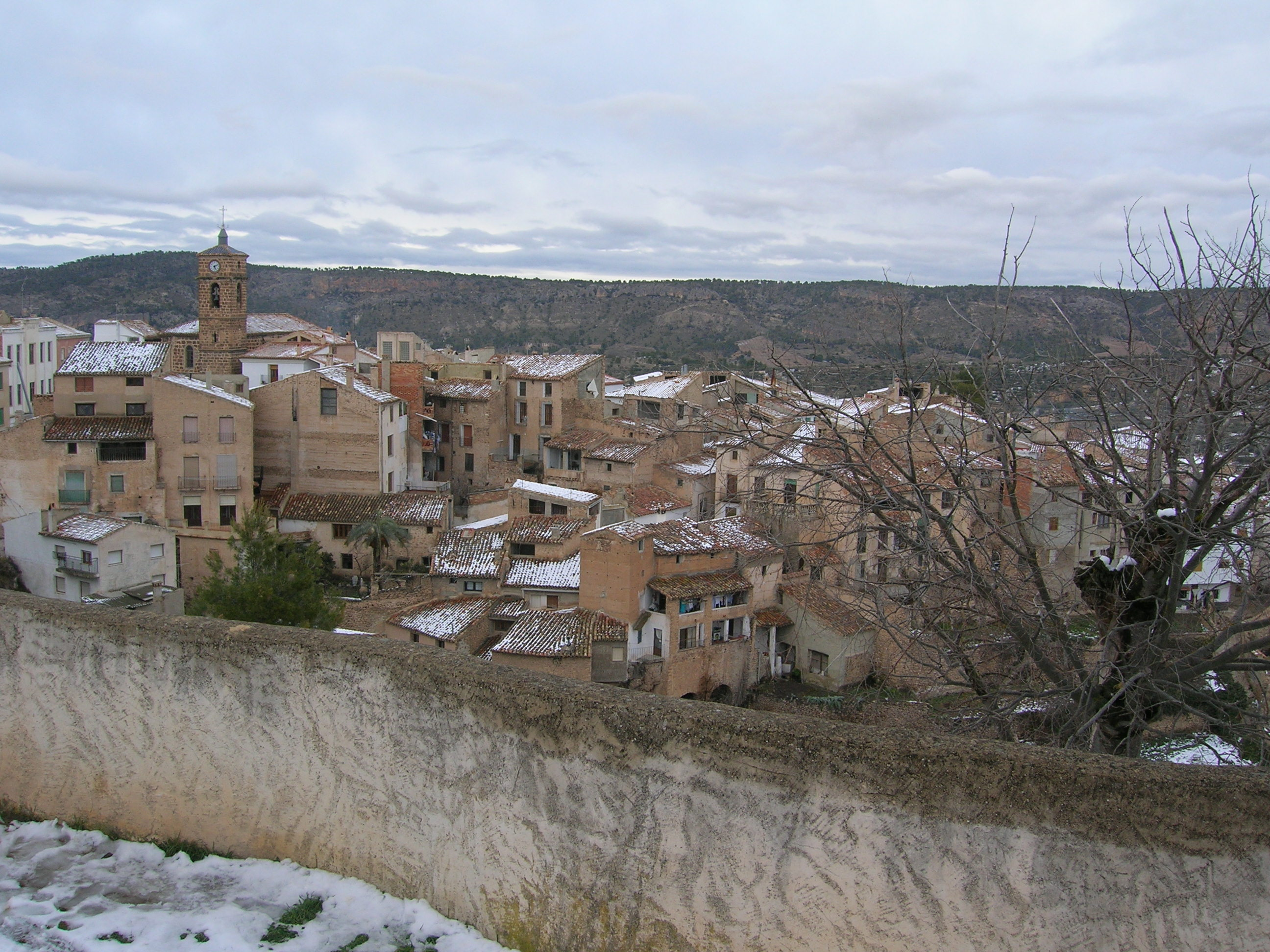
Панорама
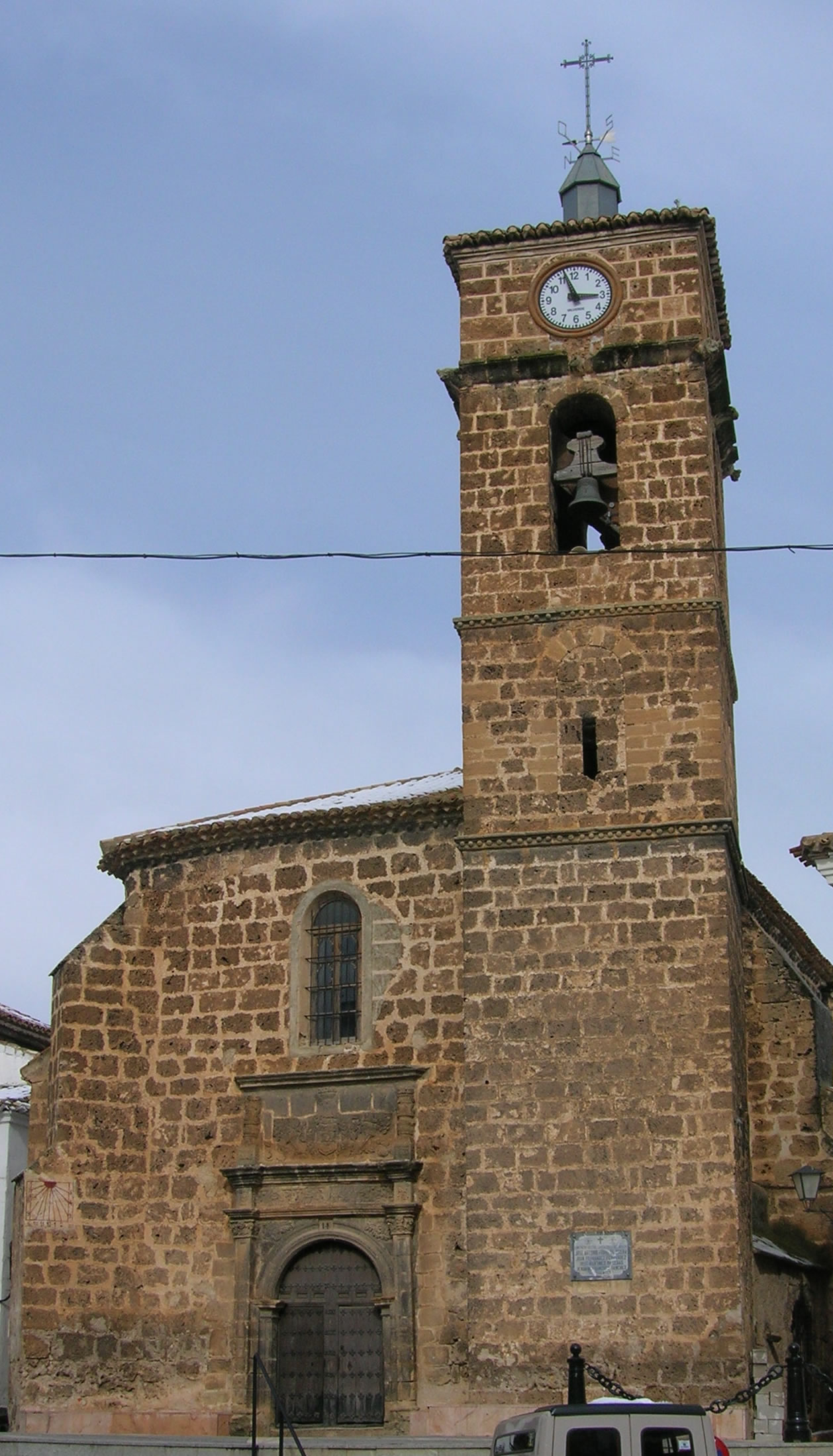
Церква
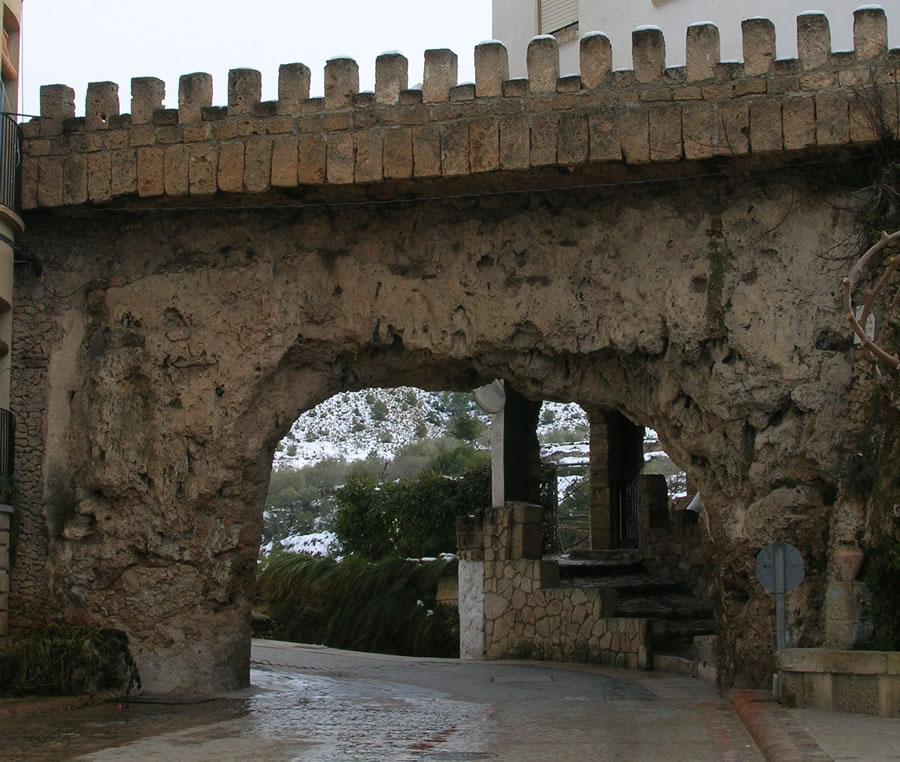
Мур